# Note parisienne
La « Note parisienne » (en russe : Пари́жская но́та) est un courant littéraire de la poésie russe à l'étranger, apparu à Paris à la fin des années 1920, et qui a subsisté jusqu'à la fin des années 1950. C'est dans les années 1930 qu'il est le plus actif.
Son fondateur et leader poétique est Gueorgui Adamovitch, ses plus brillants représentants sont Anatoli Steiger, dans les années 1930, et le premier Igor Tchinnov, dans les années 1950. Anatoli Steiger et Lidia Tchervinskaïa figurent dans les années 1930 parmi ses partisans les plus affirmés. Perikl Stavrov, Iouri Terapiano, David Knout, Iouri Mandelstam ainsi que d'autres poètes parisiens en sont proches, ainsi que Iouri Ivask (ru), qui a vécu jusqu'en 1944 en Estonie.
L'œuvre précoce d'Igor Tchinnov a une place particulière dans l'histoire de ce courant poétique. Ses premiers recueils ne sont publiés à Paris que dans les années 1950, mais ils expriment l'essence de la poésie de la « Note parisienne », dont les plus brillants représentants ont à l'époque disparu ou radicalement changé leur manière poétique, même si ce n'est pas avec la plus grande complétude artistique.
La « Note parisienne » n'a jamais été organisée formellement et n'a pas publié de manifeste littéraire, et le périmètre de ce courant est donc assez flou. La liste des poètes qui s'y rattachent, établie par différents critiques dans leurs écrits, varie. Toutefois, le leadership de Georges Adamovich est reconnu, ainsi que la forte influence sur ses auteurs de la poésie de Gueorgui Ivanov des années 1930.

## Origine du nom
L'appellation de « Note parisienne », selon toute vraisemblance, a été utilisée pour la première fois par Boris Poplavski, qui lui-même n'appartenait pas à ce courant poétique, bien qu'il se référât à beaucoup de ses jeunes poètes. Il écrit en effet en 1930 qu' il existe une seule école parisienne, une note métaphysique, qui s'étend sans cesse, créatrice, lumineuse et désespérée. Quoi qu'il en soit, ce couple de mots sera rapidement utilisé plus largement qu'« École d'Adamovitch », aussi bien par les admirateurs de ce style poétique que par ses critiques.

## Historique
L'histoire de la « Note parisienne », particulièrement dans ses débuts, est beaucoup l'histoire de l'œuvre de son fondateur, Gueorgui Adamovitch, reflet de ses penchants artistiques, de ses recherches esthétiques et de la « Weltanschauung » qu'il a développée dans l'émigration. Le courant n'est pas organisé formellement, il n'en reste pas de déclaration collective ou de manifeste littéraire ; il n'a pas non plus une revue dans laquelle il publie de façon exclusive. Y appartenir, c'est essentiellement s'engager dans une démarche stylistique et thématique, être proche personnellement ou idéalement d'Adamovitch et porter le même regard sur le sens et la finalité de la poésie.

### Précurseurs littéraires
Selon Gueorgui Adamovitch lui-même, c'est Gueorgui Ivanov qui exerça la plus forte influence sur la « Note parisienne », tout particulièrement avec son recueil Roses («Розы», 1931), devenu un des plus importants ouvrages poétiques de la « première vague » de l'émigration. Les critiques les plus récents considèrent non sans fondement que toute la « Note parisienne » est comme un prolongement de la poésie d'Ivanov de cette période. Cependant, dans ses premiers vers comme dans ses expériences tardives, avec leurs harmonies surréalistes et grotesques, Ivanov va bien au-delà des limites de la « Note parisienne ».
La figure d'Innokenti Annenski est elle aussi essentielle pour l'esthétique de la « Note parisienne ». Son influence a été déterminante, non seulement sur les « jeunes » acméistes, dont faisaient partie Gueorgui Ivanov et Gueorgui Adamovitch, mais aussi sur beaucoup des plus « anciens ». Les premiers rendaient presque un culte à la poésie d'Annenski. Adamovitch écrira ainsi plus tard : « comment peut-on donc écrire des vers après Annenski », et Ivanov l'évoquera en 1954 dans un poème d'une autre époque.

### Naissance et développement dans les années 1930
Gueorgui Adamovitch évoque pour la première fois en 1927 l'idée d'un nouveau mouvement dans la poésie russe à l'étranger, quand il juge nécessaire de préciser sa conception de la poésie au cours d'une polémique avec Vladislav Khodassevitch et les poètes du groupe littéraire parisien Croisement («Перекрёсток»), qui en étaient proches.
De 1930 à 1934, la revue littéraire Nombres («Числа», fondée par Nikolaï Otsoup, publie régulièrement les poètes de la « Note parisienne ». Beaucoup de leurs vers sont rassemblés par Gueorgui Adamovitch et Mikhaïl Lvovitch Kantor dans la première anthologie de la poésie russe à l'étranger, Ancre («Якорь», 1936).
Cette période est celle du développement le plus intense du nouveau mouvement, où paraissent les premiers recueils de poésie d'Anatoli Steiger, Cette vie («Эта жизнь», 1931), et Ingratitude («Неблагодарность», 1936), ainsi que Rapprochement («Приближения», 1934) de Lidia Tchervinskaïa et À l'ouest («На Западе», 1939), d'Adamovitch, très caractéristique de son style.

### Dans les années 1950
La deuxième guerre mondiale porte un coup à la poésie russe à l'étranger. Anatoli Steitger, Irina Knorring et Iouri Mandelstam meurent, ce dernier dans un camp de concentration. Beaucoup d'autres arrêtent d'écrire des vers, comme Dovid Knout, ou changent radicalement de style, comme Iouri Ivack.
L'histoire de ce courant poétique aurait donc pu être considérée comme achevée sans l'entrée brillante en littérature d'Igor Tchinnov, un des plus remarquables poètes de l'émigration russe. Il appartient à la jeune génération de la « Note parisienne » et publie en 1950 son premier recueil, Monologue («Монолог»), ) l'âge de 41 ans ; ce premier livre, de même que le second, Lignes («Линии»), édité en 1960, se révèle être une continuation de l'esthétique de la « Note parisienne », dans sa dernière période. Igor Tchinnov est ainsi élevé au rang d'« héritier » de Gueorgui Ivanov. Dans ses vers plus tardifs, il se détachera de sa première poétique, reprenant la tradition du grotesque et se laissant de plus en plus attirer par les formes non classiques, comme le vers accentué ou le vers libre.
À la fin des années 1950, il devient évident que la « Note parisienne » s'est épuisée, mais qu'elle mérite d'être considérée comme une des pages les plus originales de la poésie russe de la première émigration.

## Principes esthétiques et artistiques
Les principes esthétiques de la « Note parisienne » ne sont pas sans lien avec la remarquable définition de la « poésie authentique » donnée par Gueorgui Adamovitch en 1930 dans la revue Nombres ,,:

« Que doivent être des vers ? Qu'ils soient comme un aéroplane, qu'ils se trainent, qu'ils se trainent sur terre et s'envolent soudain ... si ce n'est haut, du moins avec tout le poids dont ils sont chargés. Que tout soit compris, et que seule une légère brise s'engouffre, pénétrante et transcendante, dans la fente du sens. Que chaque mot veuille dire ce qu'il veut dire, et que tout ensemble se dédouble doucement. Qu'il pénètre comme un aiguille, et qu'il n'y ait pas de blessure. Que rien ne puisse être ajouté, rien ne puisse sortir, qu'un « ah », qu'un « pourquoi m'as-tu abandonné » et que l'homme boive comme une potion amère, noire, gelée, une « dernière clé » qu'il ne puisse repousser. Le chagrin du monde est confié aux vers »

Pour Adamovitch, la poésie russe de l'émigration doit se concentrer sur l'expérience tragique de ces « dernières authenticités » : la mort, le désespoir, la solitude (le nom d'un de ses essais critiques est ainsi de façon caractéristique Solitude et liberté («Одиночество и свобода»)). Les mots-clefs de la « Note parisienne » sont « désespoir », « vide », « froideur », et ses textes eux-mêmes sont l'expression concentrée d'un stoïcisme sceptique. C'est une poésie qui a parlé d'une voix étouffée de l'individu, et qui est tournée vers celui-ci.
La « Note parisienne » est dans son ensemble étrangère à la nostalgie d'une culture mondiale, si caractéristique du premier acméisme et ressentie en Russie comme un exotisme historique et géographique ; l' « homme en péril » ne s'attend pas à y trouver un soutien moral solide ; elle est encore plus étrangère aux appels au communautarisme social ou politique, à la lutte politique ou à toute quotidienneté. La poésie de la « Note parisienne » est esthétique et sérieuse — l'humour, l'ironie, le grotesque, le sarcasme ne sont pas pour elle moins à exclure que l'emphase, l'excès d'émotion ou l'engagement politique.
Les poètes de la « Note parisienne » joignent l'ascétisme thématique et l'autolimitation à un ascétisme formel. De tous les possibilités qu'a explorées la poésie russe du Siècle d'argent, elle a surtout retenu le vers classique, avec une préférence pour le ïambe, en y ajoutant quelques rares trimètres réguliers et des dolniks. La forme lyrique est le plus souvent un poème de deux à quatre strophes. Les autres expérimentations formelles ne sont pas encouragées, et la poétique de la « Note parisienne » peut être qualifiée en ce sens de néo-classique et même de conservatrice.

## Autour de la « Note parisienne »
La position esthétique de Gueorgui Adamovitch est partagée par quelques autres. Parmi les poètes importants, dont l'œuvre évolue en miniatures ascétiques et lyriques, pleines d'une dramatisation cachée et fuyant par tous les moyens les apprêts criards, on peut ajouter ) Adamovitch lui-même, Anatoli Steiger et le jeune Igor Tchinnov, dont beaucoup des vers seront cependant par la suite plus optimistes. Iouri Terapiano est proche de la « Note parisienne » par ses procédés artistiques, mais ses thématiques sont plus diverses et beaucoup moins tragiques. Dovid Knout est au croisement de différentes influences poétiques.
Gueorgui Adamovitch se distingue des poètes du cercle de Khodassevitch non seulement par l'idéologie, mais aussi esthétiquement. Pour Khodassevitch, il est primordial de prolonger l'héritage de Gavrila Derjavine et d'Alexandre Pouchkine plutôt que d'Innokenti Annenski et d'Alexandre Blok, et la poésie de la « Note parisienne » lui semble, comme à Nabokov, anémique, mièvre et maniérée, sans ancrage dans les traditions russes classiques. Des critiques comparables sont faits par les poètes antérieurs, comme Zinaïda Hippius, qui y ont vu un appauvrissement de la tradition russe plutôt qu'une avancée, et un « refus du combat ».
Les poètes attirés par les expérimentations formelles sur les vers et les mots, sont réservés vis-à-vis de la « Note parisienne », sauf les plus jeunes, entrés en littérature alors qu'ils étaient déjà hors de Russie. Boris Poplavski, sous certains aspects proche d'elle, a une position à part, inclinant finalement beaucoup plus vers la mystique surréaliste et la refondation de la langue poétique. Les expérimentations poétiques d'Anna Prismanova s'écartent largement du courant.
Les avant-gardes poétiques sont elles franchement hostiles à l'esthétique d'Adamovitch, dénonçant son néoconservatisme ; dans le camp de ses adversaires littéraires irréconciliables, engagés dans un conflit personnel avec lui, il faut citer Marina Tsvetaïeva, à son opposé, et Boris Bojnev et Iouri Odartchenko (ru), développant la poétique de l'absurde des « surréalistes russes ».

## Portée
Du vivant de Gueorgui Adamovitch, l'appréciation portée sur la « Note parisienne » était ainsi négative. Adamovitch lui-même pensait que le projet qu'elle avait formé de la création d'une « poésie authentique » ne déboucherait pas, bien que « la note n'eusse pas résonné en vain ». Les adversaires et les critiques de différents camps y voyaient tantôt une mélancolie pessimiste et monotone, tantôt une petitesse thématique, tantôt une indigence formelle et univoque.
Les chercheurs reconnaissent cependant unanimes à la « Note parisienne » un apport remarquable à la poésie russe à l'étranger. Les meilleurs représentants de ce courant, Adamovitch, Tchinnov, Steiger, Knout et d'autres, ont fait preuve d'une maitrise virtuose de la forme, et su dire beaucoup avec peu de moyens, montrant avec une grande force artistique la tension tragique d'une existence sans patrie ni maison, sans place pour les relations humaines ordinaires.

## Représentants
- Gueorgui Adamovitch (1892—1972)
- Boris Zakovitch (1907—1995)
- Gueorgui Ivanov (1894—1958)
- Iouri Ivask (ru) (1907—1986)
- Irina Knorring (1906—1943)
- Dovid Knout (1900—1955)
- Antoni Landinski (ru) (1896—1961)
- Viktor Mamtchenko (1901—1982)
- Iouri Mandelstam (1908—1943)
- Nikolaï Otsoup (1894—1958)
- Vladimir Slomenski (ru) (1901—1961)
- Perikl Stavrov(1895—1955)
- Iouri Terapiano (1892—1980)
- Lidia Tchervinskaïa (1907—1988)
- Igor Tchinnov (1909—1996)
- Anatoli Steiger (1907—1944)